# U.S.D. Noto Calcio
Unione Sportiva Dilettantistica Noto Calcio là một câu lạc bộ bóng đá Ý đến từ Noto, Sicily.

## Lịch sử
Câu lạc bộ được thành lập vào năm 1963 với tên Netina.
Vào mùa hè năm 1980, nó đã được sáp nhập với Franco Mola và được đổi tên với tên hiện tại.
Trong mùa 2009-10 của Eccellenza Sicily / B, nó đã được thăng hạng lên Serie D.

## Màu sắc và huy hiệu
Màu chính thức của nó là garnet.

## Sân vận động
Trung tâm thể thao nơi bóng đá được biết đến là nơi tranh chấp nội bộ phát sinh ở Contrada Zupparda cách thị trấn Noto chưa đầy một dặm. Cấu trúc dành riêng để tưởng niệm của Giovanni Palatucci, sĩ quan cảnh sát, được trao tặng huy chương dũng cảm của dân sự và danh hiệu "Người hầu của Chúa" vì đã giải cứu, trong Chiến tranh thế giới thứ hai, hơn 5000 người từ Đức quốc xã -Fistist.
Trung tâm thể thao ra đời vào những năm 80 với số tiền được phân bổ theo tầm nhìn của World Cup Ý. Cấu trúc không được hoàn thành, nó vẫn chưa được sử dụng, nó là nạn nhân của sự phá hoại và hoàn toàn bị bỏ rơi trong hai mươi năm. Vào tháng 5 năm 2010 sau khi cải tạo mở rộng, trung tâm thể thao đã được khánh thành và bàn giao cho Noto. Trung tâm tổ chức một sân vận động thể thao, một buổi tập tennis, hồ bơi, sân tennis, bóng rổ và bóng chuyền, Motlon, một tòa nhà đa dịch vụ và khu vực đỗ xe lớn bên trong và bên ngoài.
Sân vận động có một sân chơi cỏ tự nhiên và tòa án trung tâm có khoảng 5000 chỗ ngồi, với nơi dành cho các nhà báo, và chỉ mong đợi việc xây dựng mái nhà. Tòa nhà đa dịch vụ có quyền truy cập trực tiếp vào sân chơi của sân vận động, bên trong nó chứa các phòng thay đồ cho các đội và trọng tài, bệnh xá, cũng như phòng tập thể dục, văn phòng và phòng hội nghị.